# Xã Larrabee, Quận Foster, Bắc Dakota
Xã Larrabee (tiếng Anh: Larrabee Township) là một xã thuộc quận Foster, tiểu bang Bắc Dakota, Hoa Kỳ. Năm 2010, dân số của xã này là 56 người.